# Tressange
Tressange là một xã trong vùng Grand Est, thuộc tỉnh Moselle, quận Thionville-Ouest, tổng Fontoy. Tọa độ địa lý của xã là 49° 24' vĩ độ bắc, 05° 58' kinh độ đông. Tressange nằm trên độ cao trung bình là 346 mét trên mực nước biển, có điểm thấp nhất là 316 mét và điểm cao nhất là 392 mét. Xã có diện tích 9,36 km², dân số vào thời điểm 1999 là 1986 người; mật độ dân số là 212 người/km². Tressange nằm về phía tây-bắc của Thionville.

## Thông tin nhân khẩu
| 1962  | 1968  | 1975  | 1982  | 1990  | 1999  |
| ----- | ----- | ----- | ----- | ----- | ----- |
| 1 844 | 1 937 | 1 713 | 1 927 | 2 012 | 1 986 |